# Kratkokljuni tinamu
Kratkokljuni tinamu (lat. Crypturellus parvirostris) je vrsta ptice iz roda Crypturellus iz reda tinamuovki. Živi u suhim savanama u amazonijskoj Južnoj Americi.
Dug je oko 22 centimetra. Gornji dijelovi su tamno smeđi, sa sivim do smećkastim donjim dijelovima i glavom. Kljun i noge su crveni.
Hrani se plodovima s tla ili niskih grmova. Također se hrani i malom količinom manjih beskralježnjaka i biljnih dijelova. Mužjak inkubira jaja koja mogu biti od čak četiri različite ženke. Inkubacija obično traje 2-3 tjedna.

## Vanjske poveznice
|  | Zajednički poslužitelj ima još gradiva o temi Crypturellus parvirostris |
|  | Wikivrste imaju podatke o taksonu Crypturellus parvirostris             |